# Клёцкин, Григорий Ильич
Григорий Ильич Клёцкин (1908 год — 1983 год) — советский металлург и учёный-металлург, главный металлург завода «Станколит» в 1953 - 1979 годах, доцент МИСиС.

## Биография
Григорий Ильич Клёцкин родился в 1908 г. Свою трудовую деятельность он начал на московском заводе «Серп и молот», совмещая её с учёбой в Московском институте стали по специальности «Литейное производство». После окончания МИС в 1935 г. он пришёл на Московский чугунолитейный завод «Станколит», на котором проработал 47 лет.
В 1953 г. стал главным металлургом завода, в 1979 г. Г.И. Клёцкин передал своим ученикам руководство Отделом главного металлурга завода «Станколит», но продолжал активно работать в отделе в качестве ведущего специалиста вплоть до своей кончины в 1983 г.

## Производственная деятельность
Г.И. Клёцкин удачно сочетал в себе дар учёного-исследователя и производственного практика. Во многом благодаря ему завод «Станколит» в области технологии литейных процессов стал одним из ведущих литейных предприятий страны. Из большого числа новых технологических процессов, послуживших основой постоянного технического перевооружения завода, можно выделить следующие:
- внедрение технологии плавки чугуна в коксогазовых вагранках с длительной плавильной кампанией;
- разработка технологии гаммы высококачественных серых чугунов за счёт комплексных ковшовых добавок;
- создание новых процессов изготовления форм и стержней из самотвердеющих и холоднотвердеющих смесей;
- внедрение усовершенствованных процессов заварки и сварки-пайки дефектов отливок порошковой проволокой и оригинальными сварочными материалами и многое другое.

В результате этих работ, проводимых под руководством и при непосредственном участии Г.И. Клёцкина, завод «Стаколит» стал своеобразной школой передового опыта для отечественных литейщиков, а многие разработки были успешно внедрены на ряде действующих и строящихся литейных предприятиях, в частности, на заводах-центролитах.

## Преподавательская и научная деятельность
Без отрыва от производства Г.И. Клёцкин подготовил и в 1950 г. защитил кандидатскую диссертацию. С 1951 г. он начал передавать свой огромный опыт будущим специалистам, работая по совместительству доцентом на кафедре литейного производства МИСиС, где читал лекции по производству отливок из чугуна. Под его руководством выполнено и успешно защищено несколько кандидатских диссертаций. Доцент.
Г.И. Клёцкин является соавтором двух монографий, одна из которых, «Чугунное литье в станкостроении», вышла под его научной редакцией, на его счету свыше 60 научных статей и 18 изобретений. В течение многих лет являлся председателем Комитета чугунного литья Центрального правления НТО Машпром и членом редколлегии журнала «Литейное производство».

## Признание
Производственная и научная деятельность Г.И. Клёцкина неоднократно отмечалась правительственными наградами. За успешную работу по выпуску боеприпасов на заводе «Станколит» в годы Великой Отечественной войны он был награжден Орденом Красной Звезды (1944 г.) и медалью «За оборону Москвы» (1942 г.), в послевоенное время – Орденом Трудового Красного Знамени и пятью медалями.